# Straße der Besten
Als Straße der Besten wurden in Volkseigenen Betrieben der DDR spezielle Schaukästen oder Wandtafeln bezeichnet. Dort wurden die Porträts von sogenannten Bestarbeitern ausgestellt, also der in letzter Zeit besonders verdienten Arbeiter. Diese Praxis wurde auch an einigen Schulen angewandt, um besonders erfolgreiche Schüler auszuzeichnen.
Die Straße der Besten diente neben Auszeichnungen mit Büchern, Gutscheinen, Geldprämien und Urlaubsreisen, Preisen, Medaillen, Abzeichen (Aktivist der sozialistischen Arbeit, Kollektiv der sozialistischen Arbeit), Orden oder Urkunden der Motivation der Werktätigen am Arbeitsplatz. 